# بلعايبة
بلعايبة هي بلدية تابعة لدائرة مقرة بولاية المسيلة الجزائرية.
يتواجد بها 27404 نسمة. تحدها بلدية مقرة من الشمال وأولاد عمار والجزار من الغرب والجنوب وبوطالب والحامة من الشرق والشمال الشرقي.